# Стобихівка (річка)
Стобихівка — річка у Камінь-Каширському районі Волинської області, ліва притока Стоходу (басейн Дніпра).

## Опис
Довжина річки 14  км., похил річки — 0,56 м/км. Формується з багатьох безіменних струмків. Площа басейну 174 км².

## Розташування
Бере початок на північно-східній стороні від села Стобихівки у гідрологічному заказнику «Озеро Стобихівське» у Стобихівському лісництві. Тече переважно на північний схід через села Карасин та Карпилівку і біля села Стобихва впадає у річку Стохід, праву притоку Прип'яті.